# Pau Canela i Pagès
Pau Canela i Pagès (Passanant, Conca de Barberà, segle xviii - Bràfim, Alt Camp, segle xviii) va ser un escriptor català.
A més de pagès, també fou un escriptor que publicà en vers, probablement el 1814, Despertador general per a tots els que mengen fruit de l'arbre de la llibertat, des d'on atacà la ideologia liberal i als francesos, i es declarà favorable als anglesos i a Carles IV d'Espanya.